# Neuaufnahmen in das UNESCO-Kultur- und -Naturerbe 2006
Im Jahr 2006 fanden die im Folgenden Neuaufnahmen in das UNESCO-Kultur- und -Naturerbe statt.

## Welterbestätten
Auf der 30. Sitzung des Welterbekomitees vom 9. bis zum 16. Juli 2006 in Wilna wurden 18 Stätten in das Welterbe aufgenommen, darunter 16 Kulturstätten sowie zwei Naturstätten. Bei zwei Stätten erfolgten signifikante Erweiterungen.
| Vertragsstaat(en)      | Bezeichnung                                                                                     | Typ | Ref. | Anmerkungen |
| ---------------------- | ----------------------------------------------------------------------------------------------- | --- | ---- | ----------- |
| Äthiopien              | Harar Jugol, die historische Festungsstadt (Lage)                                               |     | 1189 |             |
| Chile                  | Bergbaustadt Sewell (Lage)                                                                      | K   | 1214 |             |
| Deutschland            | Altstadt von Regensburg mit Stadtamhof (Lage)                                                   | K   | 1155 |             |
| Gambia                 | Steinkreise von Senegambia ()                                                                   | K   | 1226 |             |
| Iran                   | Bisotun (Lage)                                                                                  | K   | 1222 |             |
| Italien                | Genua: Le Strade Nuove und der Palazzi-dei-Rolli-Komplex (Lage)                                 | K   | 1211 |             |
| Kolumbien              | Naturreservat Malpelo (Lage)                                                                    | N   | 1216 |             |
| Malawi                 | Felsbildkunst in Chongoni (Lage)                                                                | K   | 476  |             |
| Mauritius              | Aapravasi Ghat (Lage)                                                                           | K   | 1227 |             |
| Mexiko                 | Agavenlandschaft und historische Industrieanlagen von Tequila (Lage)                            | K   | 1209 |             |
| Oman                   | Aflaj-Bewässerungssystem von Oman (Lage)                                                        | K   | 1207 |             |
| Polen                  | Jahrhunderthalle in Breslau (Lage)                                                              | K   | 1165 |             |
| Spanien                | Biscaya-Brücke (Lage)                                                                           | K   | 1217 |             |
| Syrien                 | Crac des Chevaliers und Qal'at Salah El-Din (Lage)                                              | K   | 1229 |             |
| Tansania               | Stätten der Felsbildkunst in Kondoa (Lage)                                                      | K   | 1183 |             |
| Vereinigtes Königreich | Bergbau-Landschaft von Cornwall und West-Devon (Lage)                                           | K   | 1215 |             |
| Volksrepublik China    | Yin Xu (Lage)                                                                                   | K   | 1114 |             |
| Volksrepublik China    | Naturreservat für den Großen Panda in Sichuan: Wolong, Siguniang-Berg und Jiajin-Gebirge (Lage) | N   | 1213 |             |

Bei folgenden Stätten wurden signifikante Erweiterungen vorgenommen: 
| Vertragsstaat(en) | Bezeichnung                                 | Typ | Ref. | Anmerkungen |
| ----------------- | ------------------------------------------- | --- | ---- | ----------- |
| Finnland          | Höga Kusten / Kvarken-Archipel (Lage)       | N   | 898  |             |
| Serbien           | Mittelalterliche Denkmäler im Kosovo (Lage) | K   | 724  |             |